# مجلس شيوخ فلوريدا
مجلس شيوخ فلوريدا (بالإنجليزية: Florida Senate)‏ هو مجلس شيوخ ولاية فلوريدا الأمريكية، وهو المجلس الأعلى في كونغرس فلوريدا.

## طالع أيضًا
- كونغرس فلوريدا